# Eli Wallach
Eli Herschel Wallach (7. december 1915 - 24. juni 2014) var en amerikansk skuespiller. Han vandt en BAFTA, en Tony og en Emmy, og var også nomineret til en Golden Globe-pris. Han blev kendt i slutningen af 1950'erne for sin rolle i Baby Doll. Hans mest kendte rolle var som Tuco (den grusomme) i Den gode, den onde og den grusomme. Af andre roller kan nævnes Don Altobello i The Godfather: Part III og Arthur Abbott i The Holiday så sent som i 2006.

## Biografi

### Tidlige liv
Wallach blev født i Brooklyn, New York, søn af Bertha (født Schorr) og Abraham Wallach, den eneste jødiske familie i et fortrinsvis italiensk kvarter. Han tog eksamen fra University of Texas at Austin, og fik sin Masters of Arts fra City College of New York. Han fik imidlertid sine første erfaringer som skuespiller på the Neighborhood Playhouse.
Under 2. verdenskrig gjorde Wallach tjeneste i hæren. Han var stabssergent på et militærhospital på Hawaii, men blev snart sendt på officersskole i Abilene, Texas, for at blive uddannet til administrativ medicinsk officer. Han fik eksamen, blev udnævnt til sekondløjtnant og sendt til Madison Barracks i New York, hvorfra han straks blev sendt videre til Casablanca, og senere i krigen til Frankrig. Det var her, at en af hans overordnede fandt ud af, at han havde været skuespiller, og bad ham om at stille en forestilling på benene for patienterne. Sammen med andre fra sin enhed skrev han et stykke med titlen Is This the Army?, som var inspireret af Irving Berlins This is the Army. I denne komedie klovnede Wallach og de andre mænd rundt som forskellige diktatorer; Wallach selv spillede Hitler.

### Karriere
Wallach fik sin debut på Broadway i 1945, og vandt en Tony Award i 1951 for sin rolle i Tennessee Williams-stykket The Rose Tattoo. Af andre teaterstykker, som han har været med i, kan nævnes: Mister Roberts, The Teahouse of the August Moon, Camino Real, Major Barbara, Luv, og Staircase, hvor han sammen med Milo O'Shea spillede et aldrende homoseksuelt par.
Wallachs filmdebut var i Elia Kazans kontroversielle Baby Doll, og han havde en blomstrende filmkarriere, om end sjældent i hovedroller. Af andre tidlige film kan nævnes De frigjorte, Syv mænd sejrer og som Tuco ('den grusomme') i Sergio Leones Den gode, den onde og den grusomme. Wallach stod i centrum af en af de mest betændte historier i show business. I 1953 var han udvalgt til at spille Angelo Maggio i filmen Herfra til evigheden; men han blev pludselig erstattet med Frank Sinatra, inden optagelserne gik i gang. Senere vandt Sinatra en Oscar for for denne rolle, som genoplivede hans karriere. Historien fortæller, at Sinatra udnyttede sine forbindelser til underverdenen til at få rollen. Denne historie inspirerede til et tilsvarende tilfælde i den klassiske film Godfather fra 1972. Wallach siger, at han afslog at spille rollen for at kunne være med i stykke af Tennessee Williams. "Når Sinatra fik øje på mig, sagde han: 'Hej, din skøre skuespiller!'"
I 2006 havde Wallach en gæsteoptræden på NBC's show Studio 60 on the Sunset Strip, hvor han spillede en forhenværende forfatter, som blev sat på den sorte liste i 1950'erne. Hans person var forfatter på The Philco Comedy Hour, en komedie som blev sendt på det fiktive NBS-network. Det var en reference til The Philco Television Playhouse, hvor Wallach medvirkede i adskillige episoder i 1955. Wallach fik i 2007 en Emmy-nominering for denne rolle. Hans sidste film blev Wall Street: Money Never Sleeps.
Før han sagde ja til at spille skurk i Leones Vestens hårde halse, ringede Henry Fonda til Wallach og spurgte "Hvad i alverden ved han [Leone] om Vesten?" Wallach forsikrede Fonda om, at han ville blive glædeligt overrasket, hvis han tog rollen. Efter at filmen fik succes, ringede Fonda igen og sagde tak.
Selv om Wallach og Leone havde opbygget et godt forhold under optagelserne til Den gode, den onde og den grusomme, kom de senere på kant med hinanden. Leone havde bedt Wallach om at spille en rolle i sin næste film Duk dig fjols, men Wallach afslog, fordi der ikke var plads i kalenderen. Efter megen plageri gav Wallach til sidst efter og afslog det andet tilbud, og ventede så på at Leone fik bragt finansieringen på plads. Det studie, som Leone fik en aftale med, havde en skuespiller, Rod Steiger, som havde kontrakt på endnu en film, og studiet meddelte, at Leone måtte bruge ham, hvis de skulle finansiere filmen. Leone ringede så for at undskylde til Wallach, som stod lammet ved telefonen. Efter at have afslået blot at betale Wallach et symbolsk beløb for at have mistet to jobs, sagde skuespilleren: "Jeg sagsøger dig!", hvortil Leone svarede "Stil dig op i køen" og smed røret på. I sin selvbiografi skriver Wallach, at dette desværre var sidste gang de to talte sammen.

### Personlige liv
Wallach var gift med scene skuespillerinden Anne Jackson (født 1926) fra 5. marts 1948 til sin død, og parret fik tre børn: Peter, Katherine og Roberta. Den sidstnævnte spillede rollen som mentalt forstyrret teenager i Paul Newmans The Effect of Gamma Rays on Man-in-the-Moon Marigolds.
I 2005 udsendte Wallach sin selvbiografi The Good, the Bad and Me: In My Anecdotage. I dette store værk skrev Wallach om sin mest berømte rolle som Tuco i Den gode, den onde og den grusomme. Han skrev, at han ikke var klar over, at han ville blive velsignet med det prædikat, før han så filmen. Han skrev også, at det var en ære at arbejde sammen med Clint Eastwood, som han roste for sin professionalisme. Wallach skrev også, at instruktøren Sergio Leone var notorisk efterladende, når det drejede sig om skuespillernes sikkerhed. Under indspilningen kom Wallach ved et uheld til at drikke fra en flaske syre, som en tekniker havde stillet ved siden af hans sodavandsflaske. Han spyttede det straks ud, men var rasende over, at hans stemmebånd kunne have taget skade, hvis han havde slugt noget af det. Leone gav ham noget mælk at skylle munden med og undskyldte episoden, men sagde også, at uheld af og til sker.
Wallach mistede synet på sit venstre øje som følge af et slagtilfælde. Ifølge selvbiografien skete uheldet "for nogle år siden".
Den 24. juni 2014 døde Eli Wallach i en alder af 98 år.

## Filmografi
| - Baby Doll (1956) - The Lineup (1958) - Seven Thieves da: Syv tyve (1960) - The Magnificent Seven da: Syv mænd sejrer (1960) - The Misfits da: De frigjorte (1961) - Hemingway's Adventures of a Young Man (1962) - How the West Was Won da: Vi vandt vesten (1962) - The Victors (1963) - Act One (1963) - The Moon-Spinners da: Natten uden måne (1964) - Kisses for My President (1964) - Lord Jim (1965) - Genghis Khan (1965) - The Poppy Is Also a Flower da: Operation opium (1966) - How to Steal a Million da: Sådan stjæler man en million (1966) - The Good, the Bad and the Ugly, da: Den gode, den onde og den grusomme (1966) - The Tiger Makes Out (1967) (også producent) - Ace High (1968) - How to Save a Marriage (and Ruin Your Life) (1968) - A Lovely Way to Die da: Den hårde kerne (1968) - The Brain (1969) - Mackenna's Gold da: Mackennas guld (1969) - The Adventures of Gerard (1970) - The Angel Levine (1970) - The People Next Door (1970) - Zigzag da: Zig zag mordet (1970) - Romance of a Horsethief da: De skaldede er ikke et hår bedre (1971) - Long Live Your Death (1971) - A Cold Night's Death (1972)(TV) - Stateline Motel (1972) - Cinderella Liberty (1973) - Crazy Joe (1974) - The Dream Factory (1975) - Eye of the Cat (1975) - Shoot First... Ask Questions Later (1975) - L'chaim: To Life (1975) - Plot of Fear (1976) - Independence (1976) - The Domino Principle da: Dødens marionet (1976) - The Sentinel (1977) - The Deep da:Drama i dybet (1977) - Winter Kills (1977) (Released in 1979) - Nasty Habits (1977) - Movie Movie (1977) - Girlfriends (1978) - Little Italy (1978) - Circle of Iron (1978) - Firepower (1979) - The Hunter (1980) - The Salamander (1981) - Sam's Son (1984) - Sanford Meisner: The American Theatre's Best Kept Secret (1985) - Tough Guys (1986) - The Impossible Spy (1987)(TV) - Hollywood Uncensored (1987) - Nuts (1987) - Funny (1989) - The Two Jakes (1990) - The Godfather: Part III da: Godfather: Part III(1990) - Article 99 (1992) - Mistress (1992) (Lavet i 1987) - Night and the City (1992) - Honey Sweet Love (1994) - Elia Kazan: A Director's Journey (1995) (fortæller) - Two Much (1996) - Halløj på Wall Street (1996) - Larry's Visit (1996) - Uninvited (1999) - Keeping the Faith da: Imellem venner (2000) - Cinerama Adventure (2002) - Advice and Dissent (2002) - The Root (2003) - Broadway: The Golden Age, by the Legends Who Were There (2003) - Mystic River (2003) (Cameo) - King of the Corner (2004) - A Taste of Jupiter (2005) - The Moon and the Son: An Imagined Conversation (2005) - The Easter Egg Adventure (2005) (fortæller) - The Holiday (2006) - The Hoax (2006) - Constantine's Sword (2007) - The War (2007) - Mama's Boy (2007) - Liszt For President (2008) - The Toe Tactic (2008) - Tickling Leo (2008) - New York, I Love You (2008) - Wall Street: Money Never Sleeps (2010) | - The Philco Television Playhouse – The Beautiful Bequest (1949) - Lights Out – Rappaccini's Daughter (1951) - Studio One – Stan The Killer (1952) - Armstrong Circle Theater – The Portrait (1952) - The Web – Deadlock (1952) - The Philco Television Playhouse – The Baby (1953) - Goodyear Television Playhouse – The Brownstone (1953) - Kraft Television Theater – Delicate Story (1954) - The Philco Television Playhouse – Shadow of the Champ (1955) - The Philco Television Playhouse – The Outsiders (1955) - The Kaiser Aluminum Hour – A Fragile Affair (1956) - Studio One – The Man Who Wasn't Himself (1957) - Hallmark Hall of Fame – The Lark (1957) - The Seven Lively Arts – The World of Nick Adams (1957) - Climax – Albert Anastasia, His Life & Death (1958) - Suspicion – The Death of Paul Dane ((1958) - Westinghouse Desilu Playhouse – My Father The Fool (1958) - Shirley Temple's Storybook Theater – The Emperor's New Clothes (1958) - Hallmark Hall of Fame – The Gift of the Magi (1958) - Where Is Thy Brother (1958) - Playhouse 90 – The Plot To Kill Stalin (1958) - The Dupont Show of the Month – I Don Quixote (1959) - Playhouse 90 – The Blue Men (1959) - Playhouse 90 – For Whom The Bell Tolls (Parts 1 & 2) (1959) - Play of the Week – Lullaby (1960) - Naked City – A Death of Princes (1960) - Naked City – A Run For The Money (1962) - The Dick Powell Show – Tomorrow, The Man (1962) - CBS Playhouse – Dear Friends (1967) - Batman – Ice-Spy (1967) - Batman – The Duo Defy (1967) - The Typists (1971) - The Young Lawyers – Legal Maneuvre (1971) - A Cold Night's Death (1972) (TVM) - Indict and Convict (1973) (TVM) - Paradise Lost (1974) - Great Mysteries – Compliments of the Season (1974) - Kojak – A Question of Answers (1975) - 20 Shades of Pink (1976) - Seventh Avenue (1977) - The Pirate (1978) - Fugitive Family (1980) - The Pride of Jesse Hallam (1980)(TVM) - Skokie (1981)(TVM) - Tales of the Unexpected – Shatterproof (1981) - The Wall (1982) - The Executioner's Song (1982) - Anatomy of an Illness (1983) (TVM) - Christopher Columbus (1985) - Our Family Honor (1985) (TVM) - Our Family Honor (1985-86) (Series) - Embassy (1985) (TVM) - Murder: By Reason of Insanity (1985) (TVM) - Rocket to the Moon (1986) (TVM) - Something In Common (1986) (TVM) - Highway to Heaven – To Bind The Wounds (1986) - The Impossible Spy (1987) (TVM) - Highway To Heaven – A Father's Faith (1987) - World's Beyond – The Black Tomb (1987) - Murder She Wrote – A Very Good Year For Murder (1988) - Alfred Hitchcock Presents – Kandinsky's Vault (1988) - CBS Schoolbreak Special – A Matter of Conscience (1989) - Vendetta : Secrets of a Mafia Bride (1991) (TVM) - L.A Law – There Goes The Judge (1991) - Legacy of Lies (1992) (TVM) - Nonsense and Lullabyes: Nursery Rhymes (1992) - Nonsense and Lullabyes: Poems (1992) - Law & Order – The Working Stiff (1992) - Teamster Boss: The Jackie Presser Story (1992) (TVM) - Vendetta 2 – The New Mafia (1993) (TVM) - Tribeca – Stepping Back (1993) - Naked City – Justice With A Bullet (1998) (TVM) - The Bookfair Murders (2000)(TVM) - 100 Center Street – Kids : Part 1 (2001) - The Education of Max Bickford – I Never Schlunged My Father (2002) - The Education of Max Bickford – Genesis (2002) - The Education of Max Bickford – One More Time (2002) - Monday Night Mayhem (2002) (TVM) - Veritas: The Quest – The Name of God (2003) - Whoopi – American Woman (2003) - E.R. – A Boy Falling Out of the Sky (2003) - Stroker and Hoop – I Saw Stroker Killing Santa (2005) - Studio 60 on the Sunset Strip – The Wrap Party (2006) |